# 山口県立徳山高等学校
山口県立徳山高等学校（やまぐちけんりつとくやまこうとうがっこう：Yamaguchi Prefectural Tokuyama High School）は、山口県周南市鐘楼町に所在する公立高等学校。通称は「徳高」（とっこう）。

## 概要
前身は旧制徳山中学校ならびに旧制徳山高等女学校。「文武両道」を校風としている。学校の伝統として、「オガタマの木」（‘‘かぐわしく世を支える人物たれ’’）および「耿光（こうこう）の碑」（‘‘明らかな光、徳盛んなる様’’）がある。また校内には学食もある。
市街地に位置しているため少し離れた所に第2運動場（野球場）があったり、部活動によっては学校施設以外の場所を使用している部もある。
2010年、文部科学省からスーパーサイエンスハイスクール（SSH）に指定。2022年現在、第3期（令和6年度まで）として継続している。
個々の学力向上と進路実現に向けて、2000年度からは2学期制を導入している。
総合的な学習の時間には魁（さきがけ）講座という進路指導を行っている。

### 設置学科
- 全日制普通科（定員210名）
- 全日制文理探求科

理数科(定員40名)  文科(定員30名)
※2025年度より新設
- 定時制普通科（定員40名：4年制・場合によっては3年）

全日制普通科
2年次からコース制を採り、文系・理系に分かれる。
全日制理数科
山口県立岩国高等学校と山口県立山口高等学校と合同でセミナー合宿を行ったり、大学で講義を受けたりすることが出来る。また、1、2年次生は各自で課題研究、2年次は島田川の水質調査などを行う。

### 学校歌
山口県立徳山高等学校 校歌
作詞：高野辰之、作曲：信時潔
| 一 鼓海の水は深くして 百船千船入り集ひ 岐山の松は高くして 千年の霜に傲るなり 此の徳山に成育つ身の 我等の幸よ量りなし | 二 春先づ萌む青柳は 魁せよと教えつつ 底に雄々しさ蓄へて 世に応ふべき範を見す 此の学校に学ぶ身の 我等の幸よ量りなし |

三番は歌詞の内容が尊王思想や皇国史観が強く反映されたものであったため、戦後廃止された。また過去には四番、五番もあったが現在は失われている。その他に、応援歌「山は岐山」と生徒歌「熱い血潮」があり、野球応援をはじめとした各種学校行事で歌われる。

### 交通
通学生は、電車・バス・自転車・徒歩等、様々な方法で登校できる。
自転車通学は基本的に制限はないが、学校の許可が必要である。しかし、電車に乗って駅から自転車に乗って通学することは事情（部活動等で移動が必要など）がない限り駅の駐輪場のスペースの関係により禁止になっている。
- JR徳山駅下車 徒歩15分
- 防長交通バス徳高前バス停 徒歩1分
- 防長交通市役所前 徒歩10分

### 同窓会
同窓会は、応援歌に由来し「岐山会」という。岐山とは、徳山高校の北側に位置する山の名前である（別名：金剛山）。
職域別、地域別にも同窓会が置かれている。

## 沿革
前史
- 1785年（天明5年）- 徳山藩第7代藩主毛利就馴が藩学「鳴鳳館」を創立。
- 1852年（嘉永5年）- 藩学・鳴鳳館を「興譲館」に改称。
- 1871年（明治4年）- 徳山藩の山口藩への合併に伴い、興譲館を「山口県立山口中学校徳山部小学」に改称。
- 1872年（明治5年）- 山口県立山口中学校徳山部小学を廃し、「桜馬場小学」創設。
- 1873年（明治6年）- 旧徳山藩士族子弟のために「小学義塾」開校。
- 1875年（明治8年）- 桜馬場小学に「員外塾」（後に、「岐陽学舎」に改称）を付設。
- 1877年（明治10年）- 桜馬場小学・岐陽学舎を合併し、「岐陽小学」に改称。

旧制山口県立徳山中学校・山口県立徳山西高等学校
- 1880年（明治13年）6月 - 山口県5中学の一つとして、「山口県都濃郡徳山中学校」開校。《創立年》
- 1884年（明治17年）2月 - 「山口県立山口中学校徳山分校」に改称。
- 1887年（明治20年）3月 - 「徳山高等小学校別科」に改称。
- 1887年（明治20年）12月 - 「山口県都濃郡徳山学校」に改称。
- 1890年（明治23年）4月 - 県立学校の私立防長教育会移管により「私立徳山学校」に改称。
- 1897年（明治30年）9月 - 県立移管により「山口県尋常中学校徳山分校」に改称。
- 1899年（明治32年）9月 - 「山口県山口中学校徳山分校」に改称。
- 1900年（明治33年）4月 - 「山口県徳山中学校」に改称。校地を鐘楼丁岡田原（現校地）に定める。
- 1901年（明治34年）4月 - 第１回記念運動会（現、徳高大運動会）を開催。
- 1901年（明治34年）5月 - 「山口県立徳山中学校」に改称。
- 1902年（明治35年）4月 - 補習科を設置。
- 1919年（大正8年）3月 - 補習科を廃止。
- 1945年（昭和20年）7月 - 第2回徳山空襲で校舎全焼（記念図書館、倉庫のみ残る）。
- 1947年（昭和22年）4月1日
  - 学制改革（6・3制の実施）により、旧制中学校の募集を停止の上、新制中学校を併設（以下・併設中学校）
    - 同年3月時点で旧制中学1・2年生の生徒を新制中学2・3年として収容。
- 1948年（昭和23年）
  - 3月31日 - 旧制山口県立徳山中学校が廃止される。
  - 4月1日 - 学制改革（6・3・3制の実施）により「山口県立徳山高等学校」（新制高等学校・男子校）となる。併設中学校を継承。
    - 併設中学校・他の新制中学校の卒業生を新制高校1年生、旧制中学4年生を新制高校2年生、旧制中学卒業生の希望者を新制高校3年生として収容。

  - 9月1日 - 定時制課程を併設。
- 1949年（昭和24年）
  - 3月31日 - 最後の卒業生[2]を送り出し、旧制中学校・併設新制中学校を廃止。
  - 4月1日 - 山口県立徳山高等学校を「山口県立徳山西高等学校」に改称。
    - 全日制普通科、定時制普通科を設置。

旧制山口県立徳山高等女学校・山口県立徳山東高等学校。
- 1911年（明治45年）4月 - 「都濃郡立都濃高等女学校」開校。
- 1920年（大正9年）11月 - 「山口県都濃高等女学校」に改称。
- 1922年（大正11年）4月 - 補習科を設置。
- 1923年（大正12年）4月 - 「山口県立徳山高等女学校」に改称。
- 1924年（大正13年）3月 - 補習科を廃止。
- 1936年（昭和11年）4月 - 補習科を復活。
- 1943年（昭和18年）4月 - 補習科を廃止し、専攻科を設置。
- 1945年（昭和20年）7月 - 第2回徳山空襲で校舎全焼（農業用倉庫のみ残る）。
- 1947年（昭和22年）
  - 4月1日 - 学制改革（6・3制の実施）により、旧制高等女学校の募集を停止の上、新制中学校を併設（以下・併設中学校）
  - 12月5日 - 昭和天皇が行幸（昭和天皇の戦後巡幸）[3]。
- 1948年（昭和23年）
  - 3月31日 - 旧制山口県立徳山高等女学校が廃止される。
  - 4月1日 - 学制改革（6・3・3制の実施）により「山口県立徳山女子高等学校」（新制高等学校・女子校）となる。
- 1949年（昭和24年）
  - 3月31日 - 併設新制中学校を廃止。
  - 4月1日 - 山口県立徳山女子高等学校を「山口県立徳山東高等学校」に改称。
    - 全日制普通科を設置。

山口県立徳山高等学校
- 1950年（昭和25年）
  - 4月1日 - 山口県立徳山西高等学校と山口県立徳山東高等学校を統合し、「山口県立徳山高等学校」に改称。
    - 全日制普通科、定時制普通科を設置。男女共学を開始。
    - 旧西高校を西校舎（現校地）、旧東高校を東校舎（現、山口県周南総合庁舎）と称する。
- 1951年（昭和26年）4月 - 定時制昼間部家庭科（修業年限2年）を設置。
- 1953年（昭和28年）4月 - 全日制家庭科を設置。
- 1953年（昭和28年）5月 - 西校舎と東校舎を統合。東校地は旧・徳山市立図書館に転用。
- 1957年（昭和33年）3月 - 定時制昼間部家庭科を廃止。
- 1964年（昭和39年）3月 - 全日制家庭科を廃止。
- 1967年（昭和42年）4月 - 補習科を復活。
- 1970年（昭和45年）6月 - 創立90周年記念式典を挙行。
  - 校訓「真・健・和」・生徒歌「熱い血潮」制定。
- 1971年（昭和46年）4月 - 全日制理数科を設置。
- 1980年（昭和55年）6月 - 創立100周年記念式典を挙行。
  - 100周年記念庭園「いこいの広場」庭園開き。
- 1987年（昭和62年）8月 - 第69回全国高等学校野球選手権大会（夏の甲子園）に初出場。
- 2008年（平成20年）4月 - 山口県立鹿野高等学校の敷地内に鹿野分校を設置。
- 2010年（平成22年）4月 - 文部科学省からスーパーサイエンスハイスクール（SSH）に指定（1期目：平成22〜26年度）。
- 2012年（平成24年）4月 - 山口県立徳山北高等学校の敷地内に徳山北分校を設置。
- 2015年（平成27年）4月 - 文部科学省からスーパーサイエンスハイスクール（SSH）に指定（2期目：平成27〜31年度）。
- 2018年（平成30年）8月 - 第21回全国高校俳句選手権大会（俳句甲子園）で初優勝。[4]
- 2023年3月31日 - 徳山北分校・鹿野分校閉校
- 2025年4月  文理探究科新設

## 学校行事・学生生活

### 徳高二大行事
徳山高校の二大行事である「大運動会」と「徳高祭（文化祭）」は企画・立案から実行委員を中心に、生徒主体の運営が行われる。
徳高大運動会
原則として、9月第1土曜日に開催される。赤・白・黄・青の4つの組に分かれ、各種競技を競う旧制中学時代から続く伝統行事。3年生の学年演目として、男子生徒は証城寺の狸囃子を踊り、女子生徒は市民ばやしを踊ることが伝統となっている。
徳高祭（文化祭）
毎年9月の第2日曜日とその前日の土曜日に開催される。文化部の発表をはじめ、各クラスが展示・企画・模擬店を行う。
* 合唱コンクール　 - クラス対抗。学年予選を勝ち抜いたクラスが徳高祭当日の本戦に出場する。
* ぶちかまし討論会 - ディベート大会。学年に関係なくクラス対抗。
* よろずコンテスト - 各種のミスター・ミスを決めるイベント。※近年は行われていない。
* 文化部発表 - 文芸部による文芸誌「耿光」の販売や、科学部による七宝焼きなどが伝統的に行われる。

### その他
- クラスマッチ - 年に2回、夏休みと春休みの直前に行われる。クラス全員が出場して各種目のスポーツで競い、学年を隔てず優勝を目指す。
- マラソン大会 - かつては、毎年11月に受験生である3年生を含めて全校生徒が男子12km、女子7kmの山道のコースでの開催だったが、2018年度から受験生である3年生を除いた1・2年生で周南市陸上競技場周辺を男子8km、女子5kmとコースを変更して開催している。

### 服装
近年の価値観の多様化や気候の変化を踏まえて改定が行われた。制服の移行期間の規定が削除されたほか、男子冬服、男子夏服、女子冬服、女子夏服としていた制服の規定が4種類の制服A～Dとなった。2025年度6月より、準制服としてポロシャツ(紺、白)を導入している。
旧制服（～2022年7月）
- 夏服…男子は、学校指定のワイシャツまたは開襟シャツ（半袖・長袖）。女子は、夏用の白いセーラー服。
- 冬服…男子は、詰襟学生服。女子は、冬用の紺のセーラー服（他に、女子用の学校指定のカーディガンがある）。

新制服（2022年７月～）
- A　黒の詰め襟標準学生服。ズボンはノータック又はワンタックの標準ズボン。
- B　学校規定の開襟シャツ又はカッターシャツ。ズボンはAと同じ。
- C　紺のセーラー服。
- D　白の長袖又は半袖のセーラー服。

## 生徒会活動・部活動など
年間5回行われる定期テストの最終日には習慣的に生徒会が企画するボランティア清掃活動が行われる。

### 部活動
部活動では、運動部が14部、文化部が18部あり、各部ともに県内外の大会で優秀な成績を修めている。2005年度山口県高等学校選手権大会（運動部）では、県内の学校別総合成績第2位で、スポーツも盛んである。中でも女子ハンドボール部は全国高等学校総合体育大会（インターハイ）2度の準優勝に輝いている。硬式野球部も1987年夏（第69回）に出場経験もある。
運動部
- 陸上競技
- 登山(休部中)
- バレーボール
- バスケットボール
- ソフトボール

- ハンドボール
- サッカー(男)
- 卓球男
- ソフトテニス
- バドミントン

- 柔道
- 剣道
- 弓道
- 硬式野球（男）

文化部
- 放送
- 文芸
- 吹奏楽
- 軽音楽
- 美術

- 書道
- ESS
- 地歴
- 科学(化学班,物理班,生物班,数学班に分かれている。)
- 生活研究部

- 茶道
- 華道
- JRC
- 邦楽
- 棋道(囲碁・将棋より改名)

### 有志活動
- 応援団
- チアリーダー

## 著名な出身者
政界
- 赤松克麿 - 社会活動家、戦前の衆議院議員／徳山中学中退
- 赤松常子 - 参議院議員
- 安倍源基 - 戦前の内務官僚、企画院総裁、終戦時の内務大臣
- 石田馨 - 同上、警視総監、神奈川県知事、千葉県知事（のち五高・東大へ）
- 小川亮 - 元徳山市長、元岡山県副知事、元山口県立徳山高等学校同窓会岐山会会長
- 木村健一郎 - 前周南市長、司法書士、元山口県議会議員
- 藤井律子 - 周南市長、元山口県議会議員
- 藤江弘一 - 元参議院議員（自民党）
- 宮本顕治 - 元日本共産党中央委員会議長、元参議院議員（2期）

法曹界
- 戸倉三郎[6] - 最高裁判所長官、東京高等裁判所長官、最高裁判所事務総長
- 福田剛久 - 高松高等裁判所長官、最高裁判所上席調査官

実業界
- 神田草平 - 元CDK社長、元日本フルードパワー工業会（JFPA）中部支部長
- 小山文彦 - レノファ山口代表取締役社長、ゴーガ元社長（創業者）。
- 藻谷浩介 - 日本総合研究所調査部主席研究員、日本政策投資銀行地域企画部特別顧問（非常勤）、地域エコノミスト、元日本政策投資銀行地域企画部参事役
- 山本寿宣 - 東ソー社長、日本ソーダ工業会会長

学界
- 飯田哲也 - 環境学者、日本総合研究所主任研究員
- 岩崎民平 - 東京外国語大学教授、研究社の英和大事典の改訂
- 小林敬和 - 愛媛大学教授
- 多田稔 - 英米文学者
- 田中彰 - 日本史研究者、北海道大学名誉教授
- 田村實造 - 東洋史研究者、京都大学文学部名誉教授
- 藤井英俊 - 材料工学者、大阪大学教授、大阪大学接合科学研究所所長

文学、芸術
- いなせ家半七 - 落語家
- 今井麻美 - 声優
- 香綾しずる - 元宝塚歌劇団雪組男役[7]
- 貞本義行 - アニメーター、漫画家
- 津田真澄 - 俳優、声優
- 手塚英孝 - プロレタリア文学作家
- 中本千晶 - フリーライター
- 平田俊子 - 詩人
- 福田靖 - 脚本家
- 水瀬葉月 - 小説家
- 本村三四子 - 漫画家
- 森園みるく - 漫画家

スポーツ
- 重広恒夫 - 登山家
- 竹元勝雄 - 元プロ野球選手
- 長岡三重子 - 水泳選手、実業家、能楽師

マスコミ
- 有馬嘉男 - NHK報道局記者、同ヨーロッパ総局副総局長
- 新井道子 - エフエム山口アナウンサー
- 伊東敏恵 - NHKアナウンサー
- 斉藤まりあ - 元日本テレビアナウンサー
- 佐藤良子 - 日本テレビアナウンサー
- 竹重雅則 - 山口放送アナウンサー
- 浜田敬子 - ジャーナリスト、元Business Insider Japan統括編集長、元AERA編集長
- 毛利聡子 - 元山口放送アナウンサー、元テレビ大阪アナウンサー

その他
- 飯田房太 - 日本の海軍軍人、戦闘機操縦士
- 熊谷晋一郎 - 小児科医・作家
- 城繁幸 - 作家、コンサルタント
- 山縣正郷 - 旧海軍軍人
- 難波大助 - 虎ノ門事件の犯人
- 徳田拳士 - 将棋棋士